# Marghera
Marghera (također je poznata kao Marghera Venezia) je grad u Venetu, u sjevernoj Italiji, i jedna od velikih župa (frazione) grada Venecije. 
Marghera je industrijska zona Venecije, znana je i po imenu Porto Marghera Venezia ili Porto Marghera i ima otprilike 30.000 stanovnika.

## Povijest
Prije izgradnje luke i stambenih četvrti, područje Marghere je bio močvarni teren znan kao Botteniga.
Ime Marghera, ili još starije Malghera se odnosilo na malo selo smješteno oko dva kilometra od današnjega grada. To naselje sastojalo se od nekoliko kuća, crkve i nekoliko skladišta koja su služila za carinsku robu koja je dolazila u Veneciju kanalom Salso (koji je izgrađen još 1361. i povezivao je Mestre s lagunom) 1805. naselje je raseljeno zbog izgradnje obrambene utvrde Forte Marghera ( i danas postoji), po utvrdi je i današnje naselje dobilo ime.
Krajem devetnaestog stoljeća, Venecija se više nije bila u stanju nositi s drugim lučkim gradovima na Mediteranu zbog svoje male luke i nedostatka prostora za gradnju industrijskih pogona. Problem je riješen, zahvaljujući projektu kapetana Luciana Petita koji se sjetio prostora Bottenige, tako je 1917. jedna četvrtina teritorija tadašnjeg grada Mestra bila eksproprirana (oduzeta) i data novosnovanom Društvu za Venecijansku industrijski luku (Società Porto Industriale di Venezia). Luka se ispočetka zvala Porto di Mestre, kako je rasla tako je raslo i naselje. Uskoro su se u Margheri počele graditi i stambene zgrade za radnike velikih tvornica koje su se izgradile u naselju.
Tijekom Drugog svjetskog rata, luka je postala meta žestokih savezničkih bombardiranja, tako da je aktivnost luke bila potpuno blokirana. Nakon rata, industrijski pogoni u Margheri bili su same ruševine, ali je već na početku 1950-ih Porto Marghera, ponovo jedan od najživljih industrijskih središta u zemlji.

## Gospodarstvo
Pored luke koja je najznačajniji gospodarski subjekt u Margheri je jedan od najstarijih i najvećih industrijskih pogona brodogradilište Cantiere Navale Ernesto Breda di Marghera, izgrađeno nakon Prvog svjetskog rata. U gradu djeluje i velika tvornica umjetnih gnojiva EniChem Agricoltura S.p.A.

## Vajske poveznice
- Službene stranice Marghere  Arhivirana inačica izvorne stranice od 13. veljače 2010. (Wayback Machine) (tal.)

### Ostali projekti
|  | Zajednički poslužitelj ima još gradiva o temi Marghera |